# تي ان ايه تقدم تربل ايه لوتشا غزو نيويورك
تربل ايه لوتشا تغزو نيويورك بالإنجليزية Lucha Invades NY هو حدث مصارعة محترفين قادم سيتم إنتاجه والترويج له بواسطة اتحاد المكسيكي للمصارعة لوتشا ليبري تربل ايه ورلد وايد الذي يعرف باسم (AAA) أو تربل ايه)، بالشراكة مع اتحاد توتال نون ستوب اكشن المعروف ايضاً باسم إمباكت ريسلينغ. سيقام الحدث يوم الاحد الموافق 15 من سبتمبر عام 2019، في هولو ثياتير في قاعة ماديسون سكوير غاردن في مدينة نيويورك بولاية نيويورك الأمريكية. سيتم بث الحدث مباشرة على منافذ البي بي في PPV التقليدية كعرض مدفوع مقابل المشاهدة وخدمة تلفزيون FITE الرائدة في هذا المجال.

## الإنتاج
في أبريل 2019، تم الإعلان عن قيام اتحاد المكسيكي للمصارعة لوتشا ليبري تربل ايه ورلد وايد الذي يعرف باسم (AAA) أو تربل ايه) بالشراكة مع اتحاد توتال نون ستوب اكشن المعروف ايضاً باسم إمباكت ريسلينغ
عرض مباشر في قاعة ماديسون سكوير جاردن MSG . خلال المؤتمر الصحفي الذي عقد حول الحدث المستقبلي في MSG ، تم الإعلان عن إتاحة التذاكر للبيع في 5 مايو 2019 . وكانت هناك خطط ان يشارك اتحاد أول اليت ريسلينج في تنظيم العرض والترويج له لكن الترتيبات جاءت عكس ماكان مخطط له وكان من المفترض أن يكون AAA Lucha Invades NY هو عرض مصارعة محترفة تقام في قاعة ماديسون سكوير غاردن (الأول هو عرض اتحاد حلبة الشرف و اتحاد نيو جابان برو ريسلينغ المشترك G1 Supercard) من خلال اتحاد مصارعة محترفين لا تملكه عائلة مكمان منذ 14 نوفمبر 1960. تم الإبلاغ عنها لاحقًا من قِبل الصحفي في Wrestling Observer Newsletter ديف ميلتزر بأن مبيعات التذاكر المبدئية لـ AAA لهذا الحدث كانت 2000 تذكرة. لذلك اصيب إدارة التربل إيه بخيبة امل وقرروا نقل العرض إلي مكان اصغر بأسرع وقت ولذلك في يوم الجمعة الموافق 16 أغسطس 2019، تم الإعلان عن عقد الحدث في مسرح هولو الأصغر بكثير داخل ماديسون سكوير جاردن. في وقت لاحق التقارير التي قدمها موقع Pro Wrestling Insider أن قرار إدارة التربل ايه بنقل العرض من القاعة الكبري إلي Hulu Theatre قد تم اتخذ قبل أسبوعين من الإعلان بعد اجتماع مع المديرين التنفيذيين لـ MSG لنقل المكان بسبب ضعف مبيعات التذاكر.

### بناء العرض
سيشهد العرض مجموعة من مباريات مصارعة المحترفينالتي من شأنها أن يشارك المصارعين مختلفين من النزاعات المكتوبة سابقاً وسيناريوهات. سوف يصور المصارعون المكروهين (يشار إليهم باسم rudos في المكسيك، أو أولئك الذين يصورون «الأشرار») أو والمحبوبين (técnicos في المكسيك، وشخصيات «الاشخاص الطيبين») أو الشخصيات الأقل تميزًا في السيناريوهات التي أدت إلى توتر والذي يؤدي بدوره إلي اعلان عن مباراة مصارعة أو سلسلة من مباريات المصارعة.
في يوم الجمعة الموافق 26 أكتوبر 2018، في عرضAAA Héroes Inmortales XII ، قام المصارع بلو ديمون جونيور بخيانة دكتور واجنير جونيور. خلال مباراة واجنر ضد جيف جاريت، والتي فاز واجنر بها رغم هذا التدخل.
```
في شهر ديسمبر من العام نفسه، استمر بلو ديمون جونيور في تعزيز دوره كمنافس لواغنر. في عرض AAA Conquista Total Gira بتاريخ 10 فبراير 2019، خرج واجنر منتصراً علي غريمه بلو ديمون جونيور في قتال شوارع وفي نفس الليلة، تحدى ديمون واجنر في نزال Lucha de Apuestas (الرهان).
[
6
]
، وهو تحد لم يتم الرد عليه في ذلك الوقت. في 27 فبراير2019 ، أعلنت إدارة AAA أن واجنر جونيور وبلو ديمون جونيور ستواجهان في نزال من نوع Luchas de Apuestas باعتباره الحدث الرئيسي لعرض التربل ايه الأكبر Triplemanía XXVII وكان الرهان قناع (بلو ديمون جونيور) ضد شعر (دكتور واجنر جونيور).
[
7
]

في عرض Triplemanía هزم بلو ديمون جونيور غريمه دكتور واجنر جونيور، مما أجبر واجنر على حلق رأسه. بعد المباراة أعلن واغنر اعتزاله من المصارعة المحترفة، ومع ذلك، في اليوم التالي بعد Triplemanía XXVII ، أعلن واغنر أن هذه المباراة لم تكن مباراته الأخيرة كمصارع وأنه سوف يفي بالتزاماته قبل اعتزاله النهائي في عام 2020.
[
8
]

بعد ذلك تم الإعلان عن مباراة إعادة لعرض Triplemanía XXVII هي مباراة بدون قوانين No DQ في عرض اتحاد تربل ايه وتي ان ايه المشترك Lucha Invades NY.
```

بعد عودة تايا فاكيري إلي عروض التي ان ايه بعد غياب طويل رجعت إلي عرض Impact Wrestling بتاريخ 27 سبتمبر 2018، تحدت تايا فالكيري
تيسا بلانشارد في مباراة اللقب لبطولة النوك اوتس في عرض باوند فور جلوري 2018 بحيث احتفظت بلانشارد باللقب باستخدام حبال الحلبة. بعد ثلاثة أسابيع، تلقت فالكيري مباراة الإعادة، والتي فاز بها مرة أخرى بلانشارد التي هاجمت الحكم وخسرت بالتجريد من الاهلية، مع هذا احتفاظت باللقب في هذه العملية.. كان هذا عرض الامباكت بتاريخ الأول من نوفمبر 2018 وفي عرض هوم كومينج 2019 الذي أقيم يوم الاحد الموافق 6 يناير 2019، فازت فالكيري ببطولة النوك اوتس بعد أن قامت الحكمة الضيفة الخاصة غيل كيم (التي هاجمها بلانشارد خلال مباراتهم) بأداء ضربتها القاضية ايت ديفيت التي سمحت لفالكيري بتنفيذ حركتها النهائية هي الاخري رود تو فالهالا قبل أن تثبتها للفوز.
تم اعلان عن مباراة إعادة بين الاثنتين الخاصة بعرض Homecoming ، هذه المرة علي بطولة AAA Reina de Reinas التي تملكها تيسا بلانشيرد في عرض اتحاد تربل ايه وتي ان ايه المشترك Lucha Invades NY.
في فبراير 2019، أدلى بطل الـUFC العالم للوزن الثقيل السابق كاين فيلاسكيز بتصريحات وصفاً فيها اللوتشا ليبري بأنها رياضة «وهمية» و «عرض دون ضربات حقيقية.» 
في 26 مارس، في مؤتمر صحفي عقدته شركة التربل ايه، أعلن فيلاسكيز أنه وقع مع الشركة ذلك لمواجهة مجموعة على مصارعي AAA ، بما في ذلك تاكسينو جونيور
. في 2 يوليو، أعلنت AAA أن مباراة ست رجال فرق بين فريق كودي رودز وسايكو كلاون وكاين فيلاسكيز ضد فريق لوس مريتيناريوس (تاوروس وايل تاكسينو جونيور) وخصم مجهول الذي كان كيلر كروس في عرض Triplemanía بنسخته السادسة والعشرون. في هذا الحدث، خرج فريق فيلاسكيز منتصرا. تم الإعلان عن المباراة الثانية لفيلاسكويز، والتي
ستجمعه برفقة بطل التي ان ايه العالم للوزن الثقيل براين كيدج ونجم اتحاد تربل ايه سايكو كلاون ضد فريق لوس مريتيناريوس (تاوروس وايل تاكسينو جونيور وراي إيسكوربيون) في عرض اتحاد تربل ايه وتي ان ايه المشترك Lucha Invades NY.

## نتائج العرض
| ترتيب المباراة         | المباراة | نوع المباراة                                                              | الملاحظات                                                                       |
| ---------------------- | --- | ------------------------------------------------------------------------- | ------------------------------------------------------------------------------- |
| 1                      | كريس ديكينسون وماسكاريتا دورادا يهزمان ديف ذا كلاون وديموس                                                          | مباراة فرق                                                                |                                                                                 |
| 2                      | فريق التي ان ايه (مايكل الجين وجوش اليكسندر وسامي كاليهان) يهزمون فريق التربل ايه (فابي اباتشي ودراغو وميردر كلاون) | مباراة فرق ثلاثية                                                         | [ 14 ]                                                                          |
| 3                      | داجا يهزم بوما كينج وايرو ستار وفلاميتا                                                                             | مباراة قاتلة رباعية لتحديد المتحدي الأول علي لقب التربل ايه للوزن المتوسط | ونتيجة لقيام داجا بتثبيت بوما كينج اصبح بطل DDT Ironman Heavymetalweight الجديد |
| 4                      | تايا تهزم تيسا بلانشيرد (ب)                                                                                         | مباراة فردية للفوز بلقب التربل ايه ملكة الملكات                           | [ 16 ] [ 17 ]                                                                   |
| 5                      | اللوتشا بروس (راي فينيكس وبينتاجون جونيور) (ب) يهزمون بي ان بي (سانتانا واورتيز)                                    | مباراة فرق للحفاظ علي لفب التربل ايه للفرق                                | [ 16 ] [ 18 ]                                                                   |
| 6                      | فريقكين فيلاسكيز وبراين كيدج وسايكو كلاون يهزم فريق لوس مرتيناريوس (راي أيسكوربيونو إيل تاكسينو جونيور وتاوروس)     | ست رجال فرق                                                               | [ 16 ] [ 19 ]                                                                   |
| الحدث الرئيسي          | دكتور واجنر جونيور. يهزم بلو ديمون جونيو                                                                            | مباراة بدون قوانين                                                        | [ 16 ] [ 20 ]                                                                   |
| - (ب) – تشير الي البطل | |                                                                           |                                                                                 |